# Xia Xuanze
Xia Xuanze (em chinês: 夏煊泽; pinyin: Xia Xuanze; Wenzhou, 5 de janeiro de 1979) é um ex-jogador de badminton da República Popular da China.
Conquistou a medalha de bronze nos Jogos Olímpicos de Verão de 2000 em Sydney.